# Manuela Righini
Manuela Righini (Firenze, 13 febbraio 1951 – Firenze, 21 giugno 2010) è stata una giornalista italiana.
In attività dagli anni ottanta, ha iniziato a lavorare commentando il mondo del calcio risultando essere la "prima giornalista sportiva italiana". 
Ha cominciato giovanissima sul settimanale "Il Brivido Sportivo" ed ha lavorato per Paese Sera e per l'agenzia di notizie Ansa, ricoprendo il ruolo di responsabile della redazione sportiva e della redazione interni. Successivamente ha avuto un'esperienza anche presso Kataweb (Gruppo Espresso), prima di arrivare nel 2002 al Corriere della Sera dove è stata caporedattore centrale.
È stata anche presidente regionale dell'Unione Stampa Sportiva Italiana (USSI Toscana) nonché consigliera nazionale della FNSI e dirigente di punta dell'Associazione stampa toscana. 
Nota tifosa della Fiorentina ne commentava regolarmente le gesta. Il 16 novembre 2011 le è stata intitolata la sala stampa dello stadio Artemio Franchi di Firenze. La decisione è nata da un proposito comune di Fiorentina, Comune di Firenze e Unione Stampa Sportiva Italiana. 